# Albettone
Albettone (velenceiül Albeton) település Olaszországban, Veneto régióban, Vicenza megyében. Lakosainak száma 1964 fő (2023. január 1.). Albettone Agugliaro, Campiglia dei Berici, Rovolon, Sossano, Villaga, Barbarano Mossano és Vo’ községekkel határos.

## Népesség
A település népességének változása:
| Lakosok száma | 2061 | 2051 | 1964 |
|               | 2017 | 2018 | 2023 |